# Callan (film)
Callan is een Britse thriller uit 1974 onder regie van Don Sharp, met in de hoofdrollen Edward Woodward, Eric Porter, Carl Möhner, Catherine Schell, Peter Egan en Russell Hunter. De film is gebaseerd op de roman "A Red File For Callan" van James Mitchell, die op zijn beurt gebaseerd is op de pilootaflevering van de Britse televisieserie Callan.

## Verhaal
David Callan was een van de beste geheime agenten in dienst van de SIS, totdat hij gedwongen met pensioen moest gaan omdat hij de job niet meer aankon. Hij wordt teruggeroepen om de moord op de Duitse zakenman Schneider af te handelen. Kolonel Hunter, zijn voormalige baas, belooft Callan dat hij weer actief in dienst zal genomen worden zolang hij zijn bevelen opvolgt. Maar Callan weigert in actie te komen totdat hij precies weet waarom Schneider geëlimineerd moet worden.

## Rolverdeling
| Acteur           | Personage         |
| ---------------- | ----------------- |
| Edward Woodward  | David Callan      |
| Russell Hunter   | Lonely            |
| Eric Porter      | Charles Hunter    |
| Peter Egan       | Toby Meres        |
| Carl Möhner      | Rudolph Schneider |
| Catherine Schell | Jenny             |
| Kenneth Griffith | Waterman          |
| Michael Da Costa | The Greek         |
| Veronica Lang    | Liz               |
| Clifford Rose    | Dr. Snell         |
| David Prowse     | Arthur            |
| Don Henderson    | George            |
| Nadim Sawalha    | Padilla           |
| David Graham     | wireless operator |
| Yuri Borienko    | security porter   |